# Забудьков Яр
Забудьков Яр — овраг и водоток в России, протекает в Богучарском районе Воронежской области. Правый приток реки Левая Богучарка.
Устье реки находится у села Дьяченково в 4 км по правому берегу реки Левая Богучарка. Длина реки составляет 18 км, площадь водосборного бассейна 149 км².

## Данные водного реестра
По данным государственного водного реестра России относится к Донскому бассейновому округу, водохозяйственный участок реки — Дон от города Павловск и до устья реки Хопёр, без реки Подгорная, речной подбассейн реки — бассейны притоков Дона до впадения Хопра. Речной бассейн реки — Дон (российская часть бассейна).
Код объекта в государственном водном реестре — 05010101212107000004829.